# Wuding
Wuding (武定县,  Wǔdìng Xiàn) ist ein Kreis, der zum Verwaltungsgebiet des Autonomen Bezirks Chuxiong der Yi im mittleren Norden der chinesischen Provinz Yunnan gehört. Er hat eine Fläche von 2.940 km² und zählt 239.059 Einwohner (Stand: Zensus 2020). Sein Hauptort ist die Großgemeinde Shishan (狮山镇).